# Италия на летних Олимпийских играх 1980
Италия была представлена на летних Олимпийских играх 1980 года 159 спортсменами (121 мужчина, 38 женщин), выступившими в состязаниях по 19 видам спорта. Италия выступала под олимпийским флагом. Итальянская сборная завоевала 15 медалей (8 золотых, 3 серебряных и 4 бронзовых), что вывело её на 5 место в неофициальном командном зачёте.

## Медалисты
| Медаль  | Спортсмен | Вид спорта       | Дисциплина                           |
| ------- | --- | ---------------- | ------------------------------------ |
| Золото  | Пьетро Меннеа | Лёгкая атлетика  | Мужчины, 200 м                       |
| Золото  | Маурицио Дамилано | Лёгкая атлетика  | Мужчины, ходьба 20 км                |
| Золото  | Сара Симеони | Лёгкая атлетика  | Женщины, прыжки в высоту             |
| Золото  | Патрицио Олива | Бокс             | Мужчины, до 63,5 кг                  |
| Золото  | Федерико Роман Эуро | Конный спорт     | Троеборье, личное первенство         |
| Золото  | Эцио Гамба | Дзюдо            | Мужчины, до 71 кг                    |
| Золото  | Лучано Джованнетти | Стрельба         | Мужчины, олимпийский трап            |
| Золото  | Клаудио Поллио | Борьба           | Мужчины, вольная борьба, до 48 кг    |
| Серебро | Фабрицио Делла Фьори Марко Сольфрини Марко Бонамико Дино Менегин Ренато Виллальта Ренцо Веккьято Пьерлуиджи Марцорати Пьетро Дженерали Ромео Саккетти Роберто Брунамонти Майкл Сильвестер Энрико Джиларди | Баскетбол        | Мужчины                              |
| Серебро | Федерико Роман Эуро Анна Казагранде Мауро Роман Эуро Марина Шьоккетти | Конный спорт     | Троеборье, командное первенство      |
| Серебро | Микеле Маффеи Марио Альдо Монтано Марко Романо Фердинандо Меглио Джованни Скальцо | Фехтование       | Мужчины, сабля, командное первенство |
| Бронза  | Джанкарло Феррари | Стрельба из лука | Мужчины, личное первенство           |
| Бронза  | Роберто Тоцци Мауро Дзулиани Стефано Малинверни Пьетро Меннеа | Лёгкая атлетика  | Мужчины, эстафета 4×400 м            |
| Бронза  | Джорджо Каньотто | Прыжки в воду    | Мужчины, трамплин 3 м                |
| Бронза  | Джорджо Горла Альфио Перабони | Парусный спорт   | Класс «Звёздный»                     |

## Результаты соревнований

### Академическая гребля
В следующий раунд из каждого заезда проходили несколько лучших экипажей (в зависимости от дисциплины). В финал A выходили 6 сильнейших экипажей, ещё 6 экипажей, выбывших в полуфинале, распределяли места в малом финале B.
Мужчины
| Соревнование | Спортсмены                         | Предварительный заезд | Предварительный заезд | Предварительный заезд | Отборочный заезд | Отборочный заезд | Отборочный заезд | Полуфинал | Полуфинал | Полуфинал | Финал   | Финал   | Итоговое место |
| Соревнование | Спортсмены                         | Заезд                 | Время                 | Место                 | Заезд            | Время            | Место            | Заезд     | Время     | Место     | Время   | Место   | Итоговое место |
| ------------ | ---------------------------------- | --------------------- | --------------------- | --------------------- | ---------------- | ---------------- | ---------------- | --------- | --------- | --------- | ------- | ------- | -------------- |
| двойки       | Франко Вальфорта Антонио Бальдаччи | 3                     | 7:28,77               | 1 Q                   | не участвовали   | не участвовали   | не участвовали   | 1         | 7:00,79   | 4 QB      | Финал B | Финал B | 11             |
| двойки       | Франко Вальфорта Антонио Бальдаччи | 3                     | 7:28,77               | 1 Q                   | не участвовали   | не участвовали   | не участвовали   | 1         | 7:00,79   | 4 QB      | 7:00,71 | 5       | 11             |